# Максимо-Горьківська сільська рада (Бериславський район)
Макси́мо-Го́рьківська сільська́ ра́да — адміністративно-територіальна одиниця та орган місцевого самоврядування в Бериславському районі Херсонської області. Адміністративний центр — село Максима Горького.

## Загальні відомості
- Територія ради: 129,202 км²
- Населення ради: 645 осіб (станом на 2001 рік)

## Населені пункти
Сільській раді підпорядковані населені пункти:
- с. Максима Горького

## Склад ради
Рада складалася з 12 депутатів та голови.
- Голова ради: Гурін Віктор Федорович
- Секретар ради: Кравченко Тетяна Володимирівна

### Керівний склад попередніх скликань
| Прізвище, ім'я, по батькові   | Основні відомості                                                               | Дата обрання | Дата звільнення |
| ----------------------------- | ------------------------------------------------------------------------------- | ------------ | --------------- |
| Гурін Віктор Федорович        | Сільський голова, 1968 року народження, позапартійна                            | 26.03.2006   | 20.04.2010      |
| Клименко Микола Володимирович | Сільський голова, 1964 року народження, освіта вища, безпартійний               | 31.10.2010   | 27.09.2013      |
| Гурін Віктор Федорович        | Сільський голова, 1968 року народження, освіта середня спеціальна, позапартійна | 25.05.2014   |                 |

Примітка: таблиця складена за даними сайту Верховної Ради України

### Депутати
За результатами місцевих виборів 2010 року депутатами ради стали:

#### За суб'єктами висування
| Суб'єкт висування                 | Кількість обраних депутатів | %    |
| --------------------------------- | --------------------------- | ---- |
| Партія регіонів                   | 8                           | 66,7 |
| Самовисування                     | 3                           | 25   |
| Політична партія «Сильна Україна» | 1                           | 8,3  |

#### За округами
| № округу                          | Прізвище, ім'я, по батькові         | Дата визнання обраним | Освіта  | Партійна приналежність                  | Відомості про обраного депутата                                          |
| --------------------------------- | ----------------------------------- | --------------------- | ------- | --------------------------------------- | ------------------------------------------------------------------------ |
| Партія регіонів                   |                                     |                       |         |                                         |                                                                          |
| 1                                 | Шумило Віктор Миколайович           | 04.11.2010            | середня | член Партії регіонів                    | Максимогорьківська загальноосвітня школа, охоронець                      |
| 2                                 | Чорна Ольга Богданівна              | 04.11.2010            | середня | позапартійна                            | тимчасово не працює                                                      |
| 3                                 | Лимонько Надія Миколаївна           | 04.11.2010            | середня | позапартійна                            | тимчасово не працює                                                      |
| 4                                 | Кравченко Тетяна Володимирівна      | 04.11.2010            | вища    | позапартійна                            | Максимогорьківська сільська рада, секретар                               |
| 6                                 | Очаківська Марія Василівна          | 04.11.2010            | середня | позапартійна                            | Максимогорьківська сільська рада, спеціаліст І категорії                 |
| 7                                 | Стрельченко Тетяна Володимирівна    | 04.11.2010            | середня | член Партії регіонів                    | ТОВ «Югтранзитсервіс-Агропродукт», різноробоча                           |
| 9                                 | Прасол Тетяна Георгіївна            | 04.11.2010            | середня | позапартійна                            | Максимогорьківська сільська рада, головний бухгалтер                     |
| 10                                | Шепелюк Микола Олександрович        | 04.11.2010            | середня | член Партії регіонів                    | ТОВ «Енерго», водій                                                      |
| Політична партія «Сильна Україна» |                                     |                       |         |                                         |                                                                          |
| 12                                | Солдатський Володимир Володимирович | 04.11.2010            | середня | член Політичної партії «Сильна Україна» | Херсонська філія ВАТ «Укртелеком», електромонтер                         |
| Самовисування                     |                                     |                       |         |                                         |                                                                          |
| 5                                 | Ковальчук Ніна Миколаївна           | 04.11.2010            | середня | позапартійна                            | магазин, продавець                                                       |
| 8                                 | Матвієнко Микола Володимирович      | 04.11.2010            | середня | позапартійний                           | Максимогорьківська сільська рада, інспектор охорони громадського порядку |
| 11                                | Шапайчук Світлана Миколаївна        | 04.11.2010            | середня | позапартійна                            | тимчасово не працює                                                      |